# Thanatus firmetorum
Thanatus firmetorum là một loài nhện trong họ Philodromidae.
Loài này thuộc chi Thanatus. Thanatus firmetorum được miêu tả năm 2003 bởi Muster & Konrad Thaler.